# 모모카 에리
모모카 에리(일본어: 桃華 絵里, 1981년 8월 28일 ~ )는 일본의 모델이다.